# Тори, Джон
Джон Го́вард То́ри (англ. John Howard Tory, р. 28 мая 1954) — онтарийский (канадский) бизнесмен и политик. Бывший глава Прогрессивно-консервативной партии Онтарио с 2005 по 2007. 27 октября 2014 года был избран мэром Торонто, сменив на этом посту Роба Форда.

## Биография
В 1975 году Тори получил степень бакалавра искусств в области политологии в Тринити-колледже при Университете Торонто. В 1978 году получил степень бакалавра права в юридическом колледже Осгуд-Холл Йоркского университета.
В 1978 Тори женился на Барбаре Хэккит. В семье четверо детей (Джон, Кристофер, Сьюзен и Джордж).
Некоторые консерваторы критиковали Тори за его либеральные в социальном отношении взгляды на определённые вопросы, включая однополый брак. Его экономическая политика была определена не так чётко. При этом известно, что он скорее был близок к красным тори (Red Tories).
27 октября 2014 года Джон Тори был избран мэром Торонто. В октябре 2018 года он был переизбран на эту должность, набрав 63,49 % голосов. В октябре 2022 года Тори был переизбран снова, однако уже в феврале 2023 года подал в отставку после того, как стало известно об интимной связи женатого мэра с одной из сотрудниц.

## Награды
- В 2012 году Тори был награждён Орденом Онтарио[8].
- Обладатель Медали Бриллиантового юбилея королевы Елизаветы II.